# ایالت سای
سای (به چینی: 蔡) یک ایالت چینی باستانی در دودمان ژو بود که در دوره بهار و پاییز به قدرت رسید و در اوایل دوره ایالت‌های جنگ‌طلب نابود شد.

## تاریخچه
پس از سرنگونی پادشاه ژو شانگ، پادشاه وو ژو به برادران کوچک‌ترش القاب و قلمروهایی اعطا کرد و به برادر پنجم، سای شو دو، در شانگسای کنونی (به معنای "سای بالا") در هنان زمین‌هایی رسید. در طول شورش سه محافظ، او تلاش کرد تا موقعیت حاکم ژو را به عنوان نایب السلطنه برای پادشاه جوان غصب کند ولی پس از شکست کنار گذاشته و تبعید شد.
با این حال، جی هو، پسر دو، یک سفیر وفادار و توانا برای چنگ و حاکم ژو بود، و آن ها برای پاداش به او اجازه دادند تا قلمرو و عنوان پدرش را بازیابی کنند. او توانست این عنواین را به پسرش، جی هوانگ، منتقل کند.
با توسعه همتایان چینی، سای در ابتدا یک شهرستان در نظر گرفته شد و سپس به یک سرحدات ارتقا یافت. اما هرگز قادر به تبدیل شدن به یک حاکم‌نشین یا پادشاهی به تنهایی نبود. تهاجمات چو در طول دوره بهار و پاییز، باعث جابه‌جایی چندباره سای شد، ابتدا به شینسای (به انگلیسی: سای نو) در ۵۳۱ پ. م و سپس به شیاسای (به معنای «سای پایین») در فنگتای کنونی در آن‌هوئی. در ۴۴۷ پ. م، پادشاه هوی چو، سای را به طور کامل فتح کرد، اما به مرزبان‌ها اجازه داد در نزدیکی چانگدی در هونان مستقر شوند و یک ایالت مشوش به نام گائوسای (به معنای "سای سترگ") ایجاد کنند. این ایالت نیز ۸۰ سال بعد نابود شد.

## میراث
با گسترش نام‌های خانوادگی به تمام چینی‌ها در دوران دودمان چین، بسیاری از مردم ایالت سابق به یاد خانه سابق خود نام خانوادگی سای را گرفتند.
رعیت‌های سابق سای دو مهاجرت عمده را انجام داده اند. در طول شورش هوانگ چائو علیه تانگ در سال ۸۷۵ میلادی، قبیله سای به گوانگدونگ و فوجیان نقل مکان کرد. مهاجرت بعدی زمانی رخ داد که یکی از وفاداران مینگ به نام کوشنگا، بسیاری از افسران سای را در قرن هفدهم به تایوان منتقل کرد.

## فرمانروایان
فرمانروایان سای همگی از خانواده امپراتوری ژو، جی بودند و - پس از سه نفر اول - دارای مقام هو ("مرزبان") بودند.
| نام فرمانروا | به چینی | دوران حکومت (پیش از میلاد) |
| ------------ | ------- | -------------------------- |
| شو دو        | 蔡叔度  | ۱۰۴۶ - ۱۰۴۱                |
| ژونگ هو      | 蔡仲胡  |                            |
| خان هوآنگ    | 蔡伯荒  |                            |
| مرزبان گونگ  | 蔡宮侯  |                            |
| مرزبان لی    | 蔡厲侯  | ؟ - ۸۶۳                    |
| مرزبان وو    | 蔡武侯  | ۸۶۳ - ۸۳۷                  |
| مرزبان یی    | 蔡夷侯  | ۸۳۷ - ۸۰۹                  |
| مرزبان شی    | 蔡釐侯  | ۸۰۹ - ۷۶۱                  |
| مرزبان گونگ  | 蔡共侯  | ۷۶۱ - ۷۶۰                  |
| مرزبان دای   | 蔡戴侯  | ۷۵۹ - ۷۵۰                  |
| مرزبان شوآن  | 蔡宣侯  | ۷۴۹ - ۷۱۵                  |
| مرزبان هوآن  | 蔡桓侯  | ۷۱۴ - ۶۹۵                  |
| مرزبان آی    | 蔡哀侯  | ۶۹۴ - ۶۷۵                  |
| مرزبان مو    | 蔡穆侯  | ۶۷۴ - ۶۴۶                  |
| مرزبان ژوآنگ | 蔡莊侯  | ۶۴۵ - ۶۱۲                  |
| مرزبان ون    | 蔡文侯  | ۶۱۱ - ۵۹۲                  |
| مرزبان جینگ  | 蔡景侯  | ۵۹۱ - ۵۴۳                  |
| مرزبان لینگ  | 蔡靈侯  | ۵۴۲ - ۵۳۱                  |
| مرزبان پینگ  | 蔡平侯  | ۵۳۰ - ۵۲۲                  |
| مرزبان دائو  | 蔡悼侯  | ۵۲۱ - ۵۱۹                  |
| مرزبان ژائو  | 蔡昭侯  | ۵۱۸ - ۴۹۱                  |
| مرزبان چنگ   | 蔡成侯  | ۴۹۰ - ۴۷۲                  |
| مرزبان شنگ   | 蔡聲侯  | ۴۷۱ - ۴۵۷                  |
| مرزبان یوآن  | 蔡元侯  | ۴۵۶ - ۴۵۱                  |
| مرزبان چی    | 蔡齊侯  | ۴۵۰ - ۴۴۷                  |